# 슬립 (의복)

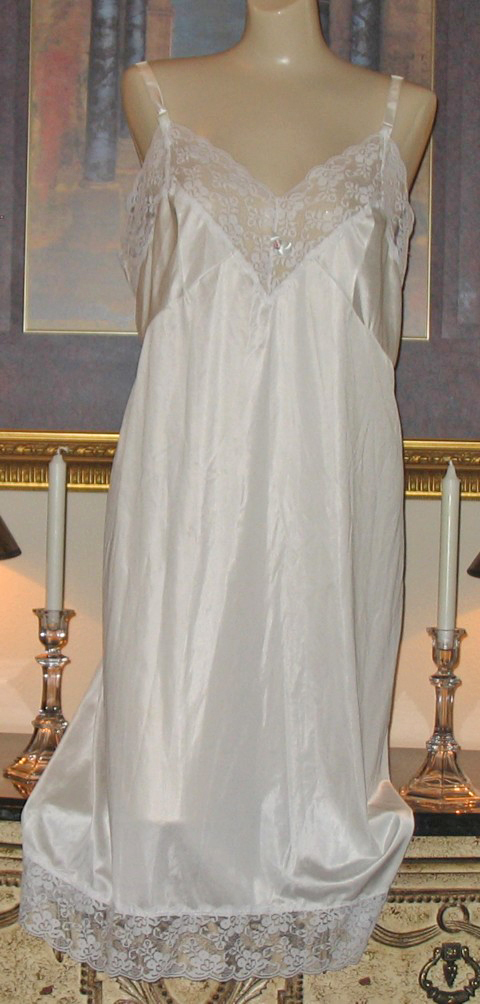
풀 슬립(Full Slip)

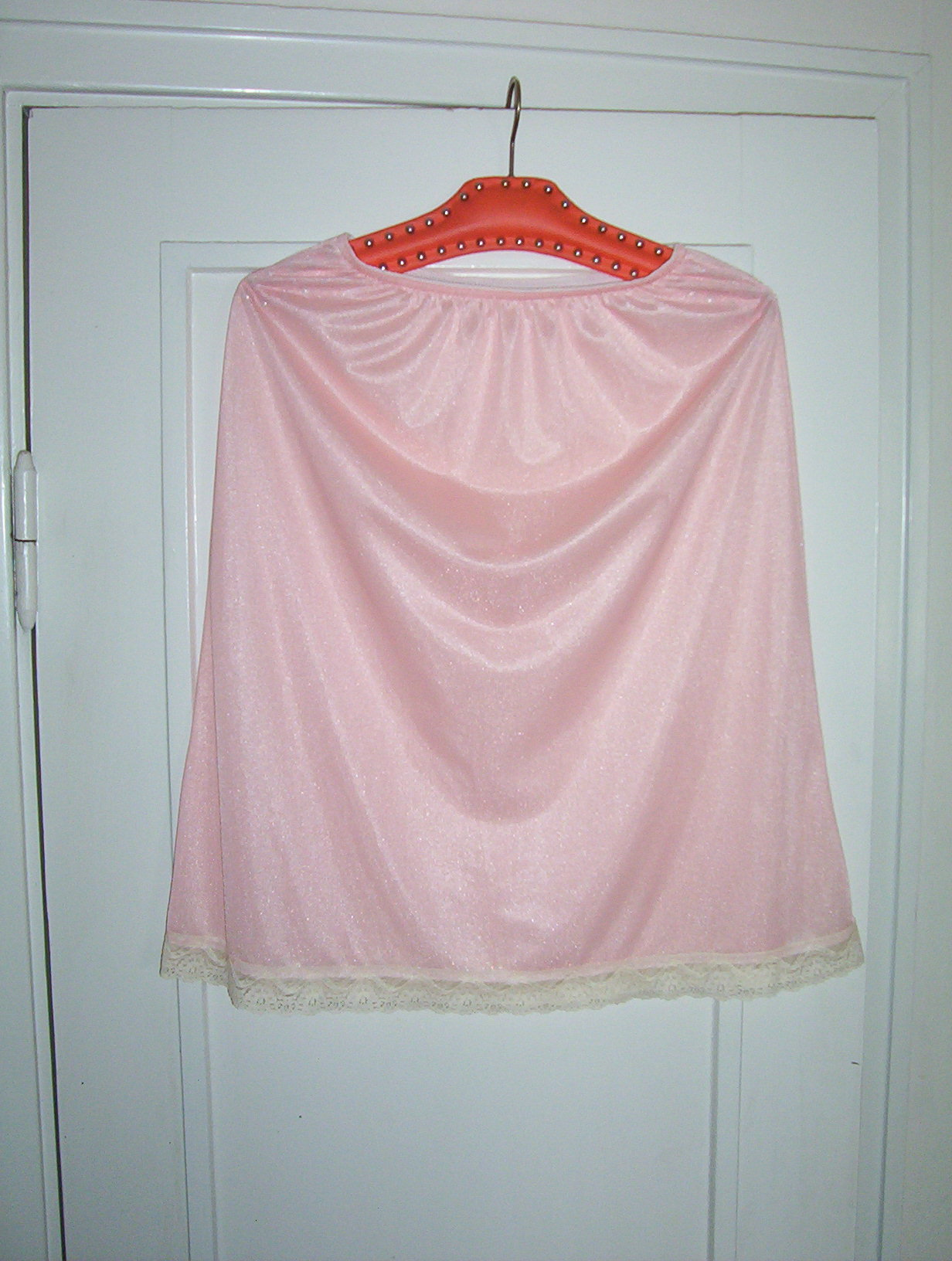
하프 슬립(Half Slip)

슬립(slip)은 드레스나 치마 안에 입는 여성용 속옷의 한 종류이다. 의류의 섬유로부터 피부를 보호하거나 땀으로부터 옷을 보호하기 위해, 또는 보온을 위해 입는 등 다양한 이유로 입는다. 어깨에 끈을 걸고 입는 방식으로, 길이는 보통 가슴에서부터 일반적인 치마 길이 정도까지이다. 허리까지 오는 슬립은 '하프 슬립' 또는 '웨이스트 슬립'이라 불린다.